# Polikarpov I-16
Polikarpov I-16 byl sovětský jednomístný jednomotorový stíhací letoun dolnoplošné koncepce zkonstruovaný N. N. Polikarpovem. Ve třicátých letech 20. století se stal jedním ze symbolů sovětské konstruktérské školy a nejvýkonnější sovětskou stíhačkou v tomto období.

## Vývoj

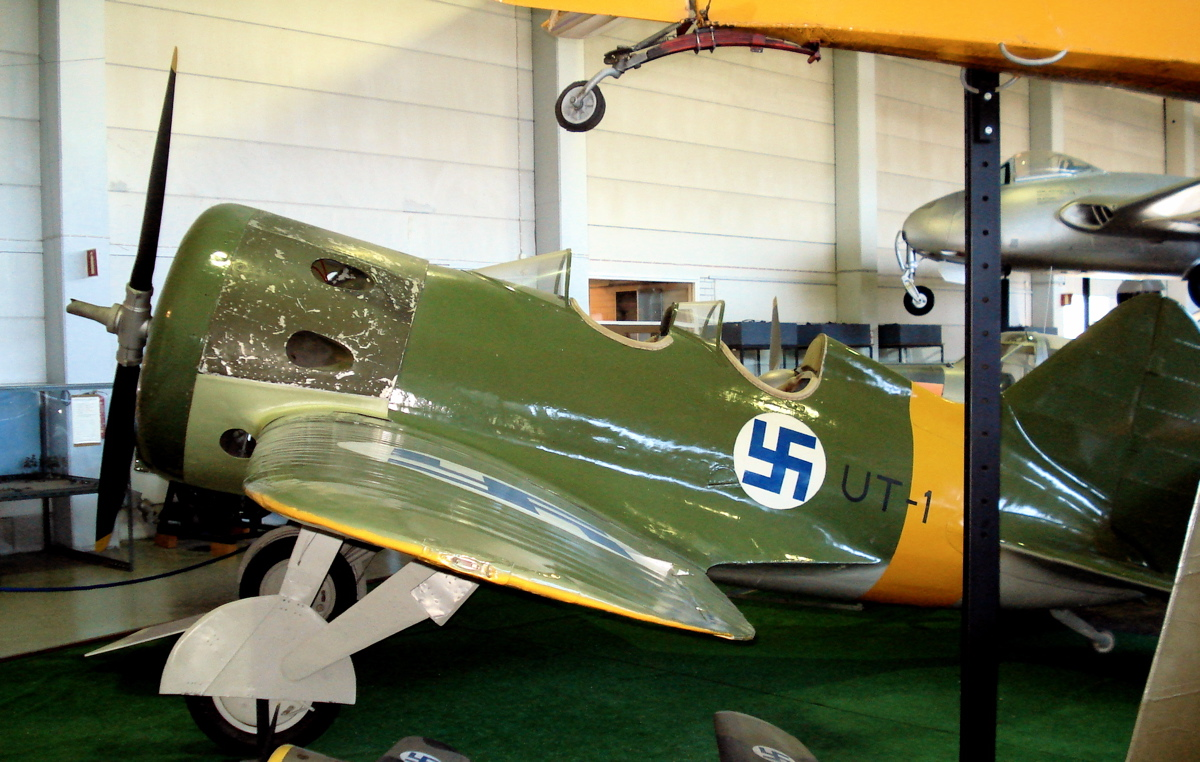
Dvoumístný I-16 UTI (UT-1) ve finských barvách v Suomen Ilmaimuseu

Stíhací letoun I-16 vychází z prototypu letounu CKB-12, který vyvinula konstrukční kancelář Nikolaje Nikolajeviče Polikarpova. Jednalo se o samonosný jednoplošník, který poháněl hvězdicový devítiválec M-22 o 450/480 koních. Prototyp, zalétaný 31. prosince 1933 Valerijem Pavlovičem Čkalovem, vykazoval na svou dobu dobré výkony, ale parametry prvních sériově vyráběných strojů byly srovnatelné s dvouplošníky I-15. Jejich výroba se začala roku 1934 jako I-16 typ I. Jednalo se o vůbec první dolnoplošný stíhací letoun moderní koncepce, zavedený v sériové výrobě.[zdroj⁠?!] Téhož roku 18. února poprvé vzlétl nový prototyp (CKB-12bis), který měl podstatně lepší technické parametry a vlastnosti. Pohon obstarával americký motor Wright R-1820-F-3 Cyclone o výkonu 532 kW. Ten byl do sériové výroby zaveden pod označením I-16 typ 4, avšak nastal zde jeden významný problém - sovětská polní letiště neměla takové parametry, které by umožňovaly vzlet a přistání tohoto moderního letadla, které na to potřebovalo cca 250 m. Dalším problémem byl přechod pilotů ze školních dvouplošníků Polikarpov Po-2 a školních letounů Jakovlev UT-2 s nízkým plošným zatížením na I-16 s daleko vyšší hodnotou.
Potřebu dvoumístné přeškolovací verze s dvojím řízením vyřešily v Závodě č. 39 v Moskvě, kde pod vedením A. A. Borovkova připravili projekt UTI-2. Jednalo se o jednoduchou úpravu I-16 Typ 4 s dvojicí otevřených kabin za sebou, bez výzbroje, zjednodušeným vybavením a podvozkem fixovaným ve vysunuté poloze. Do roku 1935 vzniklo 75 kusů a dalších asi 40 modifikovaly při generálkách ze standardních I-16 opravárenské podniky. UTI-2 poháněl hvězdicový devítiválec Švecov M-22 o výkonu 358 kW s dvoulistou kovovou nestavitelnou vrtulí AV-1.
Od července 1935 byla zavedena výroba verze I-16 typ 5 s modifikovaným krytem motoru typu Watter a výzbrojí dvěma kulomety ŠKAS ráže 7,62 mm.
Verze I-16 UTI (UTI-4 či I-16 typ 15) zalétaná na podzim 1935, byla neozbrojená dvoumístná školní verze letadla I-16 typ 5 používaná k výcviku nových pilotů a letu podle palubních přístrojů. Pohon zajišťoval motor Švecov M-25A o výkonu 526 kW, během pozdější produkce byly instalovány také M-25V o 551 kW a ostruhové kolečko namísto kluzné botky. Od roku 1937 byly tyto dvoumístné stroje dodávány s pevným podvozkem z důvodu odlehčení a zjednodušení konstrukce. Exportně byla dodána čtveřice UTI-4 do Španělska, kde byly další dva sestaveny domácí továrnou SAF-15 a 74 bylo dodáno Číně. Poslední vyrobené exempláře předal během roku 1942 Závod č. 458 z Baku.
V roce 1935 byl jeden stroj I-16 typ 1 přestavěn na bitevní letoun CKB-18. Byl vybaven pancéřovou kabinou, motorem M-22 a jeho hlavňovou výzbroj tvořila čtveřice kulometů PV-1 ráže 7,62 mm. Do sériové výroby nebyl zaveden.
Po zkouškách experimentálních prototypů I-16P, které byly vybaveny dvěma kanóny ŠVAK ráže 20 mm zabudovanými v centroplánu křídla (P jako pušečnyj, kanonový) a dvěma synchronizovanými kulomety ŠKAS nad motorem, přešla sériová výroba na produkci I-16 typ 12 z roku 1936. Dva kanóny ŠVAK zůstaly zachovány, avšak byly přemístěny do centroplánu vedle obou kulometů. Ve stejném roce vznikl na platformě I-16 rychlý střemhlavý letoun CKB-29 (SPB) s motorem Wright Cyclone F-3 s pneumatickým ovládáním podvozku a vztlakových klapek. Ty byly na rozdíl od sériových strojů odděleny od křidélek a mohly se sklápět do většího úhlu jako aerodynamické brzdy.
Na něj navazující I-16 typ 6 z roku 1937 obdržel silnější motor M-25A (536 kW) a zesílenou konstrukci. Kabina již nebyla krytá jako u předešlých typů, zůstal pouze čelní štítek, používaný až do konce výroby I-16. Stalo se tak na žádost pilotů.
Vývoj letadla I-16 však dále pokračoval, byly vyráběny nové typy s různými obměnami a zlepšeními. Rovněž roku 1937 se začal vyrábět I-16 typ 10 s motorem M-25V o výkonu 552 kW. Výzbroj kulometů nesená prozatím jen v křídle byla doplněna o další dva synchronizované kulomety ŠKAS nad motorem. Kostra draku byla zesílena, standardem se stal kryt vrtulového náboje. Vlastnosti při vzletu a přistání zdokonalily vztlakové klapky.
Kanónovou subvariantou „desítky“ se stal I-16 typ 17 z počátku roku 1938, jehož hmotnost 1810 kg dosáhla vrcholu pro verze s motorem M-25V. Rychlost poklesla na 425 km/h ve výšce 2 300 m.
Snaha o zlepšení výkonu vyústila ve variantu I-16 typ 18 s motorem M-62 opatřeným dvourychlostním kompresorem, který roztáčel dvoupolohovou stavitelnou vrtuli VIŠ-6A, později nahrazenou AV-1. Zkoušky prvních strojů této nové verze započaly v Gorkém v létě roku 1938. Výzbroj odpovídala typu 10, avšak vyráběla se také kanónová verze I-16 typ 27.

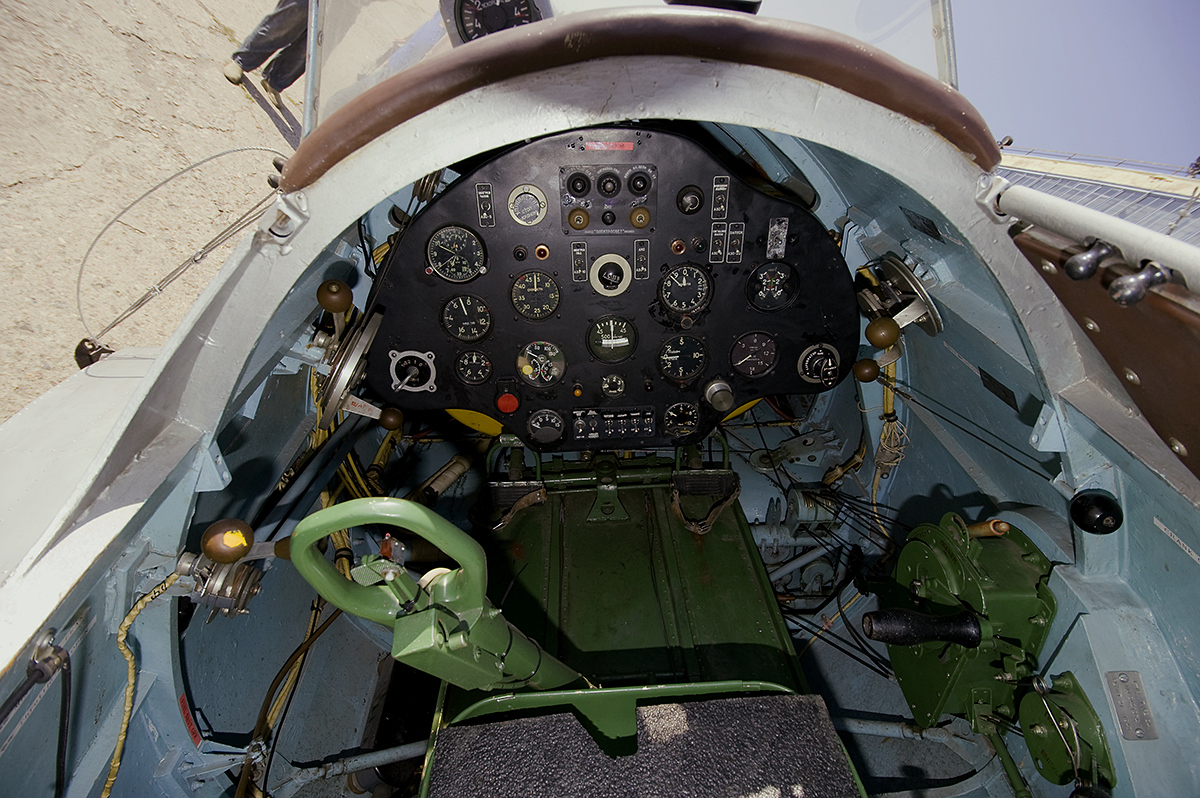
Pilotní prostor I-16

Od roku 1939 byl vyráběn I-16 typ 24, který byl stavěný v největším počtu ze všech uváděných obměn. Typ 24 byl osazován motory M-25E, M-62 i M-63 a měl značně zesílenou konstrukci draku. Pod křídlo bylo možno zavěsit šest raket RS-82 a dvě přídavné palivové nádrže po 93 l. Na typu 24 se objevily první rádiové přístroje a fotokulomet. Kanónová verze nesla označení I-16 typ 28. Ve stejném roce byl jeden sériový exemplář I-16 typ 10 s motorem M-25V opatřen dvěma turbokompresory TK-1, umístěnými na bocích trupu za motorem. Byly poháněny výfukovými plyny od této pohonné jednotky. Působily jako první stupeň stlačeného vzduchu, který byl od nich hnán do vlastního odstředivého mechanicky poháněného kompresoru. Tento I-16TK pak dosáhl letové hladiny plných 11 000 m.
Poslední sériové provedení představoval I-16 typ 29 z roku 1940 s motorem M-63. Nesl dva trupové kulomety, pod motorem byl umístěn velkorážný kulomet UBS ráže 12,7 mm. Výroba skončila v roce 1941.
Na přelomu 30. a 40. let však došlo k zastarávání i tohoto stroje a sovětské letectvo začalo přecházet k nové, modernější koncepci strojů.

## Bojové užití

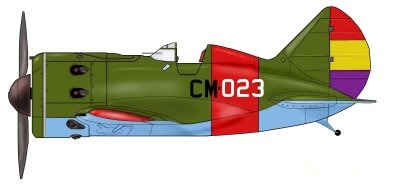
Polikarpov I-16 typ 5 (CM-023) španělského republikánského letectva, 1 Esquadrilla de Moscas, 21 Grupo de Caza

Letoun I-16 byl poprvé nasazen ve španělské občanské válce, kde si na republikánské straně vysloužil přezdívku „Mosca“ (muška), zatímco na straně frankistů přezdívku „Rata“ (krysa). Zde se stal významným pomocníkem republikánských letců, kterým Sovětský svaz poskytoval pomoc, i když se projevovaly jeho některé nedostatky. Polikarpovy I-16 typ 5 a 10 připlouvaly na sovětských lodích Rostov, Něva a Volga do přístavu Cartagena a Alicante. Po zablokování těchto přístavů povstalci byly dováženy po železnici z francouzských přístavů Le Havre a Bordeaux. Sestavovaly se v Katalánii a v případě dodání pouze draků se používaly k zabudování americké motory Wright Cyclone R-1820-F54. První I-16 zasáhly do bojů v listopadu 1936 při protiútoku v oblasti Valdemoro, Sasena a Esquivias. Na jaře 1937 vznikla slavná stíhací skupina 31, která měla sedm perutí po patnácti letounech.
Po skončení občanské války zůstalo mnoho hotových nebo rozestavěných I-16 ve Španělsku kde jako stíhací sloužily do roku 1943. Po tomto datu byly přemístěny do leteckých škol. Poslední I-16 dolétal pod označením C.8 v červenci 1952 v letecké škole v Moronu.
V době japonské agrese v roce 1938 sloužily v čínském letectvu I-16 typ 10.
Dalšími boji prošly tyto letouny v bojích sovětského letectva proti Japoncům v roce 1939 nad Chalchyn Golem a u jezera Chasan, kde předčily japonské stroje. U sovětských letců tento letoun vydobyl přezdívku „Jastrebok“ (jestřábek). Avšak v dalších bojích se prokazovala zastaralost jeho koncepce, takže piloti I-16 přejmenovali nelichotivou přezdívkou „Išak“ (osel).
Ve výzbroji VVS zůstaly do roku 1943.

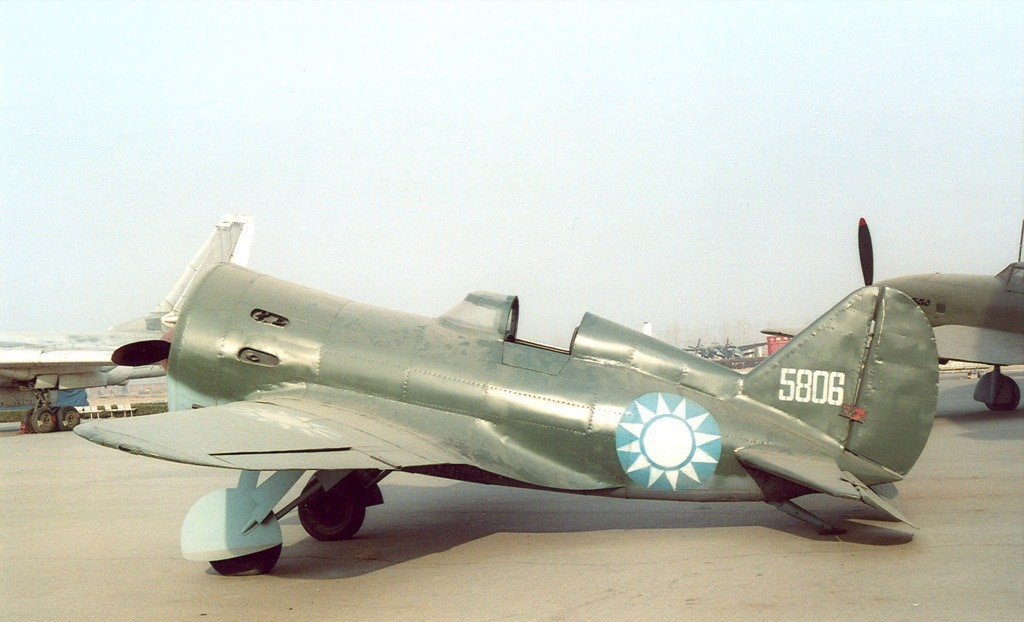
Polikarpov I-16, China Aviation Museum

Za zimní války Finové ukořistili jeden I-16, který byl v dubnu 1941 předán Německu k testům. Během pokračovací války získal Ilmavoimat dalších šest strojů I-16, z nichž se do služby finského letectva dostaly prakticky pouze dva. Zatímco 28. března 1942 ukořistěný jednomístný I-16 typ 6 (IR-101) u Suursaari nalétal ve finských službách ve stavu 3./LLv 6 (3. letka 6. perutě) pouze 6 hodin 35 minut, podstatně více byl využíván dvoumístný I-16 UTI. Ten padl do rukou finským jednotkám 8. září 1941 u řeky Svir v mírně poškozeném stavu. Dne 17. října 1941 byl předán do opravárenských dílen. Nejdříve nesl označení VH-22, které bylo následně změněno na UT-1, které nesl do konce služby. 10. dubna 1942 byl předán peruti LeLv 48, u které létal do 8. srpna. Poté byl přidělen cvičné peruti TleLv 35. K vyřazení tohoto stroje došlo 11. září 1942 po nalétání 43 hodin 25 minut. Vyřazený I-16 UTI byl odeslán do leteckého skladu a 9. srpna 1944 tam byl zrušen.

## Specifikace (I-16 typ 24)
Údaje platí pro I-16 typ 24 s motorem M-63

### Technické údaje
- Osádka: 1
- Rozpětí: 9,00 m
- Délka: 6,13 m
- Nosná plocha: 14,54 m²
- Hmotnost prázdného letounu: 1 490 kg
- Vzletová hmotnost: 1941 kg

### Výkony
- Maximální rychlost u země: 410 km/h
- Maximální rychlost ve výšce 3000 m: 462 km/h
- Výstup na 5000 m: 5,8 min
- Dostup: 9700 m
- Dolet: 440 km, s přídavnými nádržemi 700 km

### Výzbroj
- 2 × nesynchronizovaný kulomet ŠKAS ráže 7,62 mm se zásobou 900 nábojů na hlaveň v křídlech